# جری گارسیا
جری گارسیا (به انگلیسی: Jerry Garcia) موسیقی‌دان، راک آمریکایی بود که بیشتر به‌عنوان رهبر و گیتاریست گروه گریتفول دِد شناخته می‌شود. او به همراه گریتفول دِد، به عنوان یکی از رواج‌دهندگان جنبش هیپی در فاصلهٔ دههٔ ۶۰ تا ۹۰ میلادی شهرت دارد.
مجله رولینگ استون در سال ۲۰۰۳ و در رده‌بندی ۱۰۰ گیتاریست برتر تمامی دوران، جری گارسیا را در رتبه ۱۳ قرار داد.

## سال‌های آغازین
جری گارسیا در ۱ اوت ۱۹۴۱ در سن فرانسیسکو به‌دنیا آمد. او تبار اسپانیایی، ایرلندی و سوئدی داشت. پدرش -که در سال ۱۹۱۹ از اسپانیا به آمریکا مهاجرت کرده بود- یک موزیسین بازنشسته بود و مادرش یک پرستار بود که به‌صورت تفننی پیانو می‌نواخت. آن‌ها با الهام از نام جروم کِرن، او را جروم جان (به انگلیسی: Jerome John) نام نهادند.
جری دومین و آخرین فرزند خانواده‌اش پس از برادری به نام کلیفورد ریمون (زادهٔ ۱۹۳۷) بود. او استعداد موسیقی‌اش را از سن پائین آشکار کرد و بیشتر دوران کودکی‌اش را به فراگیری پیانو گذراند.
در ۴ سالگی -زمانی که با برادرش سرگرم شکستن هیزم بودند- دو بند انگشت میانی دست راست جری بر اثر ضربهٔ تبر قطع شد. مادرش انگشت قطع شده را لای یک دستمال پیچید، پدرش او را به نزدیک‌ترین بیمارستان که در ۳۰ مایلی آن‌ها قرار داشت رساند و پزشکان انگشت را در جای خودش پیوند زدند.
یک سال بعد جری ۵ ساله شاهد غرق شدن و مرگ پدرش در یک حادثهٔ ماهیگیری بود. بعد از آن واقعه -چون مادرش دوباره ازدواج کرد و سر کار می‌رفت- جری را برای مدتی به پدربزرگ و مادربزرگ‌اش سپرد.
مدتی بعد نزد مادر و ناپدری‌اش بازگشت و مادرش او را همراه خودش به باری که با همسرش آن‌جا را اداره می‌کردند می‌برد. بیشتر مشتریان آن‌ها دریانوردانی بودند که از خاور دور، خلیج فارس و فیلیپین به آن‌جا سفر می‌کردند و برای جری خردسال از تجربه‌های سفرهای دریایی‌شان می‌گفتند.

در تولد پانزده سالگی جری، مادرش برای او یک آکاردئون گرفت. گارسیا بعداً در مصاحبه با رولینگ استون در این‌باره گفته بود:
به مادرم گفتم: خدای من! من این آکاردئون را نمی‌خواهم و دوست دارم یک گیتار الکتریک داشته باشم؛ بنابراین ما آکاردئون را به یک امانت فروشی دادیم و به جایش یک گیتار دن‌الکترو به همراه یک آمپلی‌فایر کوچک گرفتیم و پسر! انگار در بهشت بودم! بعد از گرفتن گیتار من تمام کارهای دیگرم را رها کردم.

## زندگی حرفه‌ای

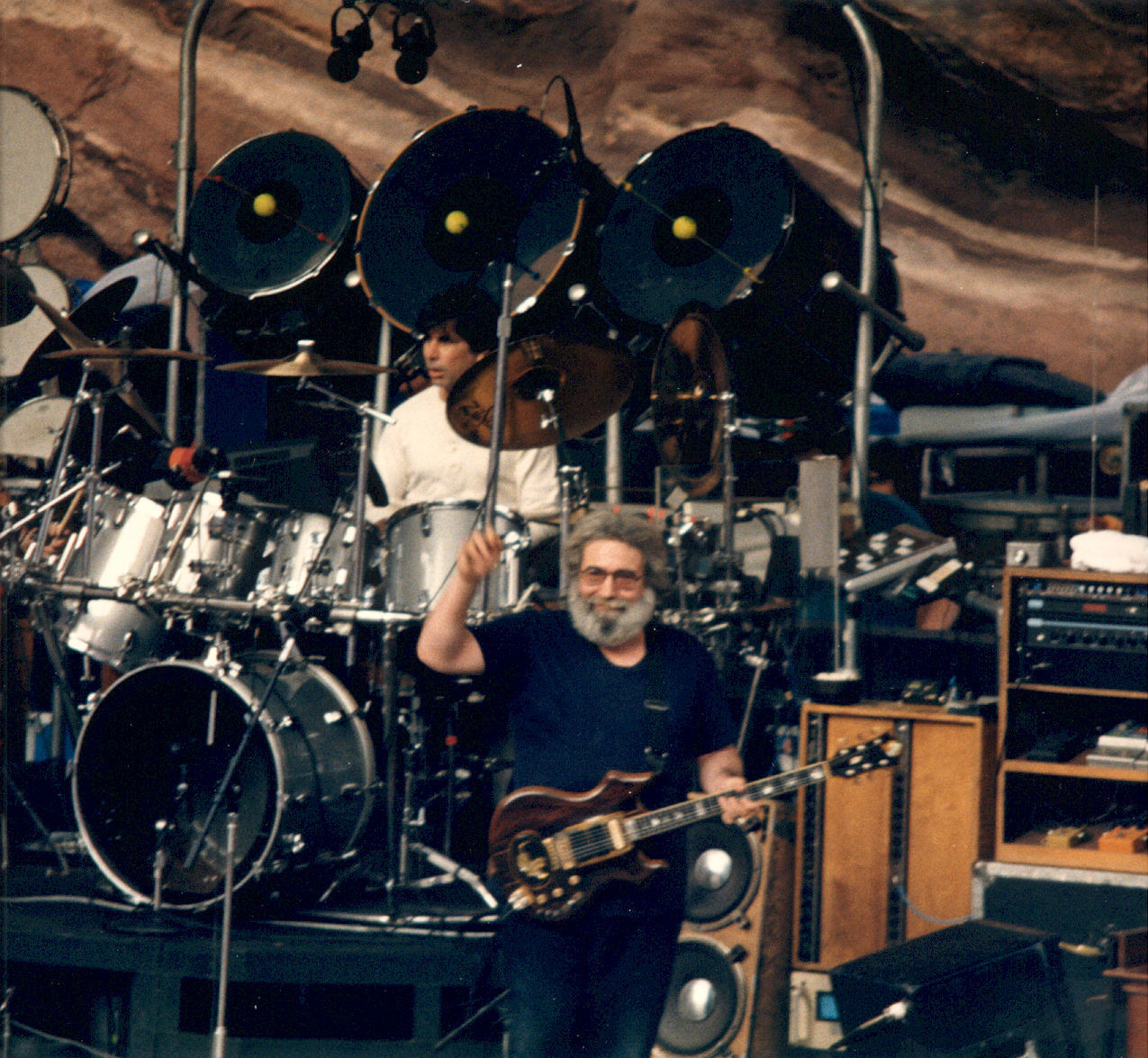
جری گارسیا

جری گارسیا در ۱۷ سالگی از دبیرستان اخراج شد و پس از آن به‌مدت ۹ ماه در ارتش آمریکا خدمت کرد. پس از خروج از ارتش، به نواختن گیتار در کلوپ‌های سن فرانسیسکو مشغول شد و در همان زمان از راه تدریس و فروشندگی در یک فروشگاه موسیقی روزگار می‌گذراند. مدتی بعد به پالو آلتوی کالیفرنیا نقل مکان کرد که در آن‌جا با رابرت هانتر آشنا شد و رابطهٔ دوستی میان‌شان برقرار شد. هانتر بعدها به‌عنوان ترانه‌سرای اصلی آثار گارسیا شناخته شد. در همان دوره بود که با فیل لِش (بیسیست آیندهٔ گریتفول دِد) آشنا شد.
در سال ۱۹۶۲ مدتی به نواختن بانجو برای چند گروه دوره‌گرد محلی پرداخت. دو سال بعد به همراه باب ویر (ریتم گیتار) و ران مک‌کرنن (کیبورد) گروه Mother McCree's Uptown Jug Champions را بنیان گذاردند. در سال ۱۹۶۵ نام گروه را به وارلاکس (به انگلیسی: the Warlocks) تغییر دادند. در این دوره لِش به عنوان نوازندهٔ گیتار باس و بیل کروتزمن به عنوان درامر به اعضای گروه اضافه شده بودند. آن‌ها زمانی که متوجه شدند گروه دیگری قبل از آن‌ها با نام وارلاکس وجود داشته نام گروه را به گریتفول دِد (به انگلیسی: Grateful Dead) تغییر دادند. مردهٔ سپاس‌گزار نام یک افسانهٔ عامیانه بود که جری گارسیا آن را در یک واژه‌نامه پیدا کرد و برای اسم جدید گروه پیشنهاد داد. این عبارت به شخص درگذشته یا روح او اشاره می‌کند که از کسی که مراسم خاکسپاری او را ترتیب داده یا برایش خیرات کرده، قدردانی می‌کند.

## مرگ
گارسیا در دههٔ پایانی زندگی‌اش با مشکل‌های متعدد جسمانی روبرو شد. افزایش غیرقابل کنترل وزن او در نهایت باعث شد تا یک‌بار در سال ۱۹۸۶ به اغمای ناشی از بیماری دیابت فرورود. این اتفاق نزدیک بود به قیمت جانش تمام شود. او سال‌ها با مشکل اعتیادش به هروئین دست و پنجه نرم کرد و بالاخره در اوت سال ۱۹۹۵ زمانی که در یک کلینیک، دورهٔ ترک اعتیاد را سپری می‌کرد بر اثر حملهٔ قلبی درگذشت.

در پی مرگ گارسیا، بیل کلینتون (رئیس‌جمهور وقت آمریکا) لقب «یک نماد آمریکایی» را به او اعطا کرد و در ۱۳ اوت همان سال نشان یادبود او در گلدن گیت پارک سانفرانسیسکو قرار داده شد. باب دیلن در زمان مرگ دوست قدیمی‌اش گفته بود:
هیچ روشی وجود ندارد که بتوان با آن برای عظمت و بزرگی گارسیا به‌عنوان یک انسان یا نوازنده مقیاسی قائل شد. فکر نمی‌کنم هیچ ستایشی بتواند حق مطلب را در مورد او بجای آورد…
چند ماه بعد از مرگ جری گارسیا، اعضای گریتفول دِد، گروه را برای همیشه منحل کردند.

## گیتارها
جری گارسیا در طول زندگی حرفه‌ای‌اش با سازهای مختلفی نوازندگی کرد، از فندرهای استراتوکستر تا گیبسون‌های لس‌پال. او در طول ۳۰ سال فعالیت موسیقی‌اش از ۲۵ گیتار مختلف استفاده کرد.
در ۸ مه سال ۲۰۰۲ دو گیتار او با نام‌های ولف (برند اَلِمبیک) و تایگر (برند ایروین) در نیویورک به حراج گذاشته شدند. تایگر با قیمت سرسام‌آور ۹۵۷۵۰۰ دلار و ولف به قیمت ۷۸۹۵۰۰ دلار فروخته شد. مجموع قیمت این دو ساز رقمی معادل ۱٬۷۴ میلیون دلار بود که در نوع خود-فروش آلات موسیقی- یک رکورد جدید جهانی به‌شمار می‌آمد. تایگر در کلکسیون شخصی جیم ایرسی-مالک باشگاه فوتبال ایندیاناپلیس کالتس- نگهداری می‌شود.

## میراث
جری گارسیا در فاصلهٔ سال‌های ۱۹۶۳ تا ۱۹۹۴ ۳ بار ازدواج کرد که حاصل آن چهار فرزند دختر بود.
گارسیا در سال ۱۹۹۴ به همراه هم‌گروهی‌هایش در گریتفول دِد به عضویت تالار مشاهیر راک اند رول درآمدند.
پروف (خوانندهٔ هیپ‌هاپ آمریکایی) یک سال قبل از مرگش آلبومی با نام در جستجوی جری گارسیا را روانهٔ بازار کرد. آلبوم در ۹ اوت سال ۲۰۰۵ و در دهمین سالگرد مرگ گارسیا منتشر شد و به رهبر گریتفول دِد تقدیم شد.
«شرکت بستنی‌سازی بن و جری» با الهام از نام جری گارسیا، از سال ۱۹۸۷ بستنی‌های طعم گیلاس‌اش را با نام «چری گارسیا» (به انگلیسی: Cherry Garcia) به بازار عرضه می‌کند. این اولین بار بود که یک بستنی با طعم نامیده شده از روی اسم یک موزیسین به بازار می‌آمد. بستنی «چری گارسیا» به سرعت به یکی از طعم‌های پرطرفدار بستنی‌های بن و جری تبدیل شد. آن‌ها در پی مرگ گارسیا به احترام او بستنی‌های «چری گارسیا» را همراه با گیلاس‌های سیاه رنگ روانهٔ بازار کردند.